# 中國收獲機械總公司
中國收獲機械總公司，是中國機械工業集團有限公司旗下公司，是在1998年當時由中国农牧业机械总公司和新疆联合机械(集团)有限责任公司成立，主要業務除了生產收割機、還包括自走式玉米联合收获机、自走式采棉机、野营房、牧草收获机械、播种机械、剪毛设备、林果机械、钢结构、高低压电控设备、金属包装容器、野营房、风电配套、整耕机械以及输送机械和非标设备设计与制作。現任董事長王智义。
2005年，中國機械工業集團有限公司收購该集團，已被國務院批准。